# 窪田章一郎
窪田 章一郎（くぼた しょういちろう、1908年8月1日 - 2001年4月15日）は、日本の歌人・国文学者。早稲田大学名誉教授。

## 来歴
窪田空穂の長男として、東京府東京市牛込区（現在の東京都新宿区）南榎町に生まれる。旧制私立豊山中学校(現在の日本大学豊山高等学校)4年修了後、早稲田大学文学部国文科卒。1943年、武川忠一らが創設した早稲田大学短歌会に指導役として参加。そこから発展した歌誌『まひる野』を創刊主宰した。早稲田大学講師・教授を歴任、名誉教授の称号を受く。国文学者としては西行研究の第一人者であった。
1980年、「素心臘梅」で第14回迢空賞受賞。1988年、「窪田章一郎全歌集」で第11回現代短歌大賞受賞。1995年、「定型の土俵」で第2回短歌新聞社賞および第10回詩歌文学館賞受賞。墓所は雑司ヶ谷霊園。
門下に馬場あき子、岩田正、橋本喜典、篠弘、島田修三など。

## 著書
- 古今和歌集・新古今和歌集の鑑賞 佐伯仁三郎共著 萩原星文館 1939
- 西行研究 八雲書林 1943
- 古今和歌集（続日本古典読本） 日本評論社 1944
- 初夏の風 歌集 創元社 1948
- 短歌の作り方味い方 窪田空穂共著 あかね書房 1950
- ちまたの響 歌集 新興出版社 1950
- 古今と新古今 筑摩書房 1953（中学生全集）
- 万葉集物語 ポプラ社 1954
- 古今集 弘文堂・アテネ文庫 1955
- 国文古典和歌文学 研究と鑑賞 開文社 1955
- 六月の海 歌集 長谷川書房 1955
- 短歌入門 歌集 春秋社 1957
- 若人のための短歌の作り方 学灯社 1959
- 西行の研究 西行の和歌についての研究 東京堂出版部 1961
- 雪解の土 歌集　新星書房 1961（まひる野叢書 第12篇）
- 窪田空穂 桜楓社出版 1962
- 万葉集入門 ポプラ社 1965
- 薔薇の苗 歌集 新星書房 1972（まひる野叢書 第31編）
- 百人一首鑑賞 東京堂出版 1973
- 素心臘梅 歌集 新星書房 1979（まひる野叢書 第48篇）
- 槻嫩葉 新星書房 1983
- 窪田章一郎全歌集 短歌新聞社 1987
- 歌人西行 生活と歌 短歌新聞社 1989
- 窪田章一郎歌集 短歌研究社 1992
- 定型の土俵 歌集 砂子屋書房 1994（まひる野叢書 第132篇）
- 窪田空穂の短歌 短歌新聞社 1996
- 樹下雑筆 短歌新聞社 2002
- 窪田章一郎二百首 短歌新聞社 2006